# Islotes Marin
Die Islotes Marin sind eine Gruppe kleiner Inseln im Archipel der Biscoe-Inseln westlich der Antarktischen Halbinsel. In der Pendleton Strait liegen sie nordwestlich des Mackworth Rock.
Argentinische Wissenschaftler benannten sie. Der weitere Benennungshintergrund ist nicht überliefert.